# Egoitz Jaio
Egoitz Jaio Gabiola (Abadiano, Vizcaya, España, 13 de agosto de 1980) es un exfutbolista español. Jugaba de defensa central.

## Trayectoria
Jugador formado en la cantera del Athletic Club, jugó tres temporadas en el Bilbao Athletic. Tras jugar en el Racing de Ferrol y en el Algeciras CF, el jugador fichó en 2005 por el Gimnàstic de Tarragona por dos temporadas.
En la temporada 2005-2006 jugó un total de 32 partidos, consiguiendo el ascenso a Primera División con el Gimnàstic. Debido a que el jugador no contaba para el proyecto de Primera División, rescindió el contrato y fichó por el CD Numancia con el que consiguió un ascenso a Primera División en la temporada 2007-2008. A pesar de jugar solamente 5 partidos como titular en Primera División, al término de esta temporada fue renovado por dos más. Fichó por el FC Wacker Innsbruck en verano de 2013 y posteriormente por el Sestao River Club para la temporada 2014/15.

## Clubes
| Club                | País    | Año       |
| ------------------- | ------- | --------- |
| Bilbao Athletic     | España  | 1999-2002 |
| Racing de Ferrol    | España  | 2002-2003 |
| Algeciras CF        | España  | 2003-2004 |
| Racing de Ferrol    | España  | 2004-2005 |
| Club Gimnàstic      | España  | 2005-2006 |
| CD Numancia         | España  | 2006-2013 |
| FC Wacker Innsbruck | Austria | 2013-2014 |
| Sestao River Club   | España  | 2014-2015 |